# 貝瑞塔93R手槍
貝瑞塔93R（英語：Beretta 93R），是義大利貝瑞塔公司於1975年，以貝瑞塔92及貝瑞塔M1951手槍的設計為基礎所設計的衝鋒手槍，口徑為9×19毫米，射擊模式有單發及三點發可選擇。

## 歷史
1970年代，義大利恐怖活動盛行，貝瑞塔公司為了提供執法單位一款體積小可隨身攜帶，但火力強大的小型自動武器，於是在該公司的產品貝瑞塔M1951手槍的基礎上進行設計，最終完成了後繼型—貝瑞塔93R，但由於採用點三發射擊模式，表面上看起來可以節省子彈及提高命中率，事實上卻限制了它的火力，由於執法人員對此產品的評價一向不高，貝瑞塔93R很難打入市場，現在早已停產。

## 特徵
與貝瑞塔M1951外觀最大的不同就是長槍管、長彈匣，以及增加了握把及可拆卸的槍托，內部設計則將貝瑞塔M1951的全自動射擊模式改成三點發射擊模式，槍管前端有為了壓抑發射時的槍口上揚所開的開口，初期型為長方形六孔，後期型則改成菱形三孔。
貝瑞塔93R並沒有發售民用型，只在執法單位有需求時依需求數量而生產。但是在美國的貝瑞塔公司還是發行了紀念版的93R共1000支。這些手槍的外殼以鎂合金材質製成，而在槍機底部則刻上了特殊序號和號碼，該版本只在美國本土發行。

## 配備
由於射速高，三點發射擊時必須握緊槍身，設計人員在扳機護圈前設計了一個可摺疊的小型握把，射擊時可以使用非射擊手透過握把提供額外的支撐，如果再加上93R專用的摺疊式槍托，則更可以提高命中率。
標準配備是20發的長彈匣，不過也可以使用貝瑞塔92的15發彈匣。

## 設計
貝瑞塔93R在內部設計上與貝瑞塔92最大的不同就是貝瑞塔93R採用單動式扳機設計，以及貝瑞塔93R可選擇單發或三發點射，所以比貝瑞塔92系列多出了一個射擊選擇鈕，位置在姆指的上方，當選擇鈕對準上方的一個白點時，手槍只能射出一發子彈，對準下方的三個白點時，則可以1100發/分鐘的射速打出三發子彈。
保險開關則由貝瑞塔92的套筒上移至射擊選擇鈕後方，開關移至上方時，下方露出一紅點，此時手槍可以擊發，開關向下遮住紅點時則手槍位在保險狀態，無法擊發。

## 使用國
- 阿尔及利亚
- 義大利
- 馬爾他

## 登場作品

### 電影
- 1987年—系列：機器戰警（彼得·威勒飾演）所使用的“Auto-9”是由貝瑞塔93R改造而成，並曾出現在其他作品當中，也有玩具軟氣槍版本。
- 1995年—：由布喬（若阿金·阿爾梅達飾演）所使用。
- 1996年—《斷箭》: 由Deakins(約翰·屈伏塔飾演)，在火車上槍戰時所使用。
- 1998年—《我是誰》：由CIA特工所使用。
- 2010年—：沒有前握把和槍口制動器，由克里斯·雷德菲爾（溫特沃思·米勒飾演）所使用。
- 2010年—：由殺手所使用。
- 2013年—：由桑德羅（何塞·巴勃羅·坎蒂略（英语：Jose Pablo Cantillo）飾演）所使用，會雙持。
- 2014年—

### 電子遊戲
- 1999年—《寄生前夜II（日语：パラサイト・イヴ2）》：初期裝備，設定2個擊發按鍵分別對應單發及連發。
- 2000年—：初期彈數為15發，可升級裝有槍托、連發、20發彈匣，由克蕾兒·雷德菲爾使用。
- 2007年—《戰地之王》
- 2008年—：無法被玩家使用。
- 2009年—：型號為貝瑞塔93r，命名為「M93R」，按住開火鍵最高能夠一次連射三發子彈。
- 2009年—及重製版：命名為「M93 Raffica」，裝有槍托，但實際上只是貝瑞塔92SB的改裝型，20發彈匣（單機模式為15發）供彈，奇怪地擊鎚不會自動扳起（即使在重製版中也沒有修正）。戰役模式中出現於“Gulag”的武器庫當中。聯機模式於等級38解鎖，並可使用紅點鏡、全息瞄準鏡、消音器、全金屬披甲彈、雙持和延長彈匣（增加至30發）。
- 2010年—：命名為“M93R Burst”，但實際上只是貝瑞塔92 Inox的改裝型。在聯機模式中為解鎖武器。奇怪地沒有無彈後定，擊鎚也不會自動扳起。
- 2011年—：命名為“93R”，但實際上只是貝瑞塔92SB的改裝型。只於聯機模式出現，為所有兵種通用武器。
- 2012年—《战争前线》：命名为“Beretta M93R”，以副武器之姿出现并可由所有职业使用。三发点放，使用20发弹匣供彈，可以改裝枪口配件（通用消音器、手槍消音器、手槍制退器、手槍刺刀），不可改装瞄准镜。
  - 中国大陆服务器为K点购买，其他地区服务器为高级解锁
- 2013年—：命名為“93R”，預設沒有裝上槍口制動器，實際上只是貝瑞塔92SB的改裝型。只於聯機模式出現，為所有兵種通用武器。
- 2013年—《3》：為“Auto-9”，命名為“A.J.M. 9”，只於“血龍”資料片中出現，由主角兼玩家角色雷克斯·柯爾特所使用。
- 2015年—：命名為“93R”，實際上只是貝瑞塔92SB的改裝型。歸類為衝鋒手槍，載彈量20+1發，能夠由執法機關專業人士（Professional）所使用 （罪犯解鎖條件為：以任何陣營進行遊戲使用該槍擊殺1250名敵人後購買武器執照） ，價格為$10,800。 可加裝各種進階照準器（改進版機械瞄具、迷你、德爾塔）、附加配件（電筒、戰術燈、激光瞄準器）及槍口零件（槍口制退器、補償器、重槍管、抑制器、消焰器）。單人模式當中則能夠由主角尼古拉斯·門多薩所使用。
  - 該武器具有特殊換彈動作。
- 2015年—《4》：為“Auto-9”，命名為“A.J.M. 9”。
- 2019年—《決勝時刻：Mobile》：命名為“Renetti”，初始載彈量15發。可改裝。
- 2020年—《決勝時刻：黑色行動冷戰》：命名為“Diamatti”，載彈量15發。戰役模式中由蘇聯軍隊和中情局特別活動部所使用。
- 2021年—《戰地風雲2042》：作為戰地風雲入口的武器登場。
- 2024年—《三角洲行動》：可裝載18發及24發彈匣，只有三連發功能。

### 動畫
- 2008年—《神槍少女II》
- 2009年—《CANAAN》：由迦南所使用。
- 2009年—《幻靈鎮魂曲》：由梧桐大輔與Drei／卡兒·迪本斯所使用。
- 2010年—《玩伴貓耳娘》：裝有槍托，由金武城真奈美所使用。

## 外部連結
- （英文）—Modern Firearms
- （中文）—D Boy's Gun World（貝瑞塔93R） （页面存档备份，存于）